# Trieces flavifrons
Trieces flavifrons är en stekelart som först beskrevs av William Harris Ashmead 1890.  Trieces flavifrons ingår i släktet Trieces och familjen brokparasitsteklar. Inga underarter finns listade i Catalogue of Life.